# Кшесаны
Кшесаны (пол. Krzesany «высекание») — польский народный парный танец, характерный для польской этнокультурной группы гуралей Подгалья. Раньше он был самостоятельным танцем, но затем стал одной из фигур Краковяка.
Главными элементами этого танца являются показ ловкости парней. Девушка обычно ведёт себя во время танца «скромно», то есть она лишь сопровождает партнёра, который щеголяет своей ловкостью и поёт или выполняет различные повороты.
По мотивам танца Войцех Киляр 1974 году создал одноимённую симфоническая поэму.